# Communauté de communes Sud Côte Chalonnaise
La communauté de communes Sud Côte Chalonnaise est une communauté de communes française, située dans le département de Saône-et-Loire et la région Bourgogne-Franche-Comté.

## Historique
Elle est créée le 6 septembre 2000. Le 1er janvier 2017, avec la mise en place du nouveau schéma départemental de coopération intercommunale, elle est étendue à  certaines communes issues de la dissolution de la communauté de communes Entre la Grosne et le Mont Saint-Vincent et passe de 30 à 36 communes.

## Territoire communautaire

### Composition
La communauté de communes est composée des 36 communes suivantes :

| Nom                       | Code Insee | Gentilé            | Superficie (km2) | Population (dernière pop. légale) | Densité (hab./km2) |
| ------------------------- | ---------- | ------------------ | ---------------- | --------------------------------- | ------------------ |
| Buxy (siège)              | 71070      | Buxynois           | 11,92            | 2 155 (2022)                      | 181                |
| Bissey-sous-Cruchaud      | 71034      |                    | 11,22            | 333 (2022)                        | 30                 |
| Bissy-sur-Fley            | 71037      | Bissynois          | 4,8              | 82 (2022)                         | 17                 |
| Burnand                   | 71067      | Beurnanciaux       | 6,52             | 122 (2022)                        | 19                 |
| Cersot                    | 71072      | Cersotins          | 6,02             | 145 (2022)                        | 24                 |
| Châtel-Moron              | 71115      | Castelmoronais     | 6,54             | 83 (2022)                         | 13                 |
| Chenôves                  | 71124      | Chenôvois          | 10,54            | 208 (2022)                        | 20                 |
| Collonge-en-Charollais    | 71139      | Collongeois        | 12,17            | 150 (2022)                        | 12                 |
| Culles-les-Roches         | 71159      | Cullois            | 8,9              | 200 (2022)                        | 22                 |
| Fley                      | 71201      | Flétois            | 8,52             | 192 (2022)                        | 23                 |
| Genouilly                 | 71214      |                    | 10,88            | 418 (2022)                        | 38                 |
| Germagny                  | 71216      |                    | 3,47             | 195 (2022)                        | 56                 |
| Granges                   | 71225      | Grangeais          | 10,83            | 572 (2022)                        | 53                 |
| Jully-lès-Buxy            | 71247      |                    | 16,63            | 351 (2022)                        | 21                 |
| Marcilly-lès-Buxy         | 71277      | Massillais         | 18,98            | 683 (2022)                        | 36                 |
| Messey-sur-Grosne         | 71296      | Mechiuyats         | 15,21            | 742 (2022)                        | 49                 |
| Montagny-lès-Buxy         | 71302      | Montagnards        | 5,27             | 203 (2022)                        | 39                 |
| Moroges                   | 71324      | Morogeois          | 8,72             | 595 (2022)                        | 68                 |
| Le Puley                  | 71363      |                    | 5,3              | 80 (2022)                         | 15                 |
| Rosey                     | 71374      |                    | 4,24             | 160 (2022)                        | 38                 |
| Saint-Boil                | 71392      | Saint-Baudiliens   | 11,66            | 492 (2022)                        | 42                 |
| Saint-Gengoux-le-National | 71417      | Jouvenceaux        | 9,36             | 1 047 (2022)                      | 112                |
| Saint-Germain-lès-Buxy    | 71422      |                    | 13,42            | 263 (2022)                        | 20                 |
| Saint-Martin-d'Auxy       | 71449      |                    | 7,32             | 146 (2022)                        | 20                 |
| Saint-Martin-du-Tartre    | 71455      |                    | 8,03             | 150 (2022)                        | 19                 |
| Saint-Maurice-des-Champs  | 71461      |                    | 5,83             | 65 (2022)                         | 11                 |
| Saint-Privé               | 71471      |                    | 5,21             | 99 (2022)                         | 19                 |
| Saint-Vallerin            | 71485      |                    | 6,73             | 252 (2022)                        | 37                 |
| Sainte-Hélène             | 71426      |                    | 14,27            | 510 (2022)                        | 36                 |
| Santilly                  | 71498      |                    | 7,22             | 148 (2022)                        | 20                 |
| Sassangy                  | 71501      |                    | 6,25             | 141 (2022)                        | 23                 |
| Saules                    | 71503      |                    | 2,06             | 124 (2022)                        | 60                 |
| Savianges                 | 71505      | Saviangeois        | 6,56             | 80 (2022)                         | 12                 |
| Sercy                     | 71515      |                    | 5,8              | 103 (2022)                        | 18                 |
| Vaux-en-Pré               | 71563      |                    | 4,39             | 77 (2022)                         | 18                 |
| Villeneuve-en-Montagne    | 71579      | Montivilleneuviens | 15,57            | 174 (2022)                        | 11                 |

### Démographie
| 1968  | 1975  | 1982  | 1990  | 1999   | 2009   | 2014   | 2020   |
| ----- | ----- | ----- | ----- | ------ | ------ | ------ | ------ |
| 9 119 | 8 688 | 9 124 | 9 635 | 10 290 | 11 380 | 11 489 | 11 514 |

## Administration

### Siège
Le siège de la communauté de communes est situé à Buxy.

### Les élus
Le conseil communautaire de la communauté de communes se compose de 53 conseillers, dont 9 pour Buxy et 4 pour Saint-Gengoux-le-National, élus pour une durée de six ans.

### Présidence
| Période                                  | Période      | Identité         | Étiquette | Qualité                    |
| ---------------------------------------- | ------------ | ---------------- | --------- | -------------------------- |
| Les données manquantes sont à compléter. |              |                  |           |                            |
|                                          | juillet 2020 | Daniel Duplessis |           |                            |
| juillet 2020                             | En cours     | Antonio Pascual  |           | maire de Granges (2017 → ) |

### Compétences
Au 1er octobre 2023, le nombre de compétences exercées en commun est de 27.

### Régime fiscal et budget
Le régime fiscal de la communauté d'agglomération est la fiscalité professionnelle unique (FPU).